# Heinrich von Hinckeldey

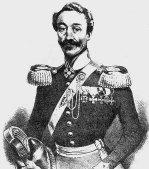
Oberst Heinrich von Hinckeldey

Heinrich Wilhelm von Hinckeldey (* 9. Oktober 1793 in Kleinheubach; † 7. März 1852) war ein großherzoglich-badischer Kavallerieoffizier.

## Leben
Hinckeldey stammte aus einem alten Adelsgeschlecht aus Livland. Sein Vater Johann Philipp von Hinckeldey (1754–1814) war Regierungspräsident des Fürstentums Löwenstein-Wertheim und wurde nach dessen Mediatisierung in die Dienste des Großherzogtums Baden übernommen. 1807 war er Landvogt und von 1809 bis 1813 Direktor des Main-Tauber-Kreises. 1813 wurde er dann Kreisdirektor des Neckarkreises.
Hinckeldey trat in die Badische Armee ein und war 1810 Secondeleutnant bei den leichten Dragonern. Ab 1815 diente er als Premierleutnant, bevor er 1824 zum Stabs-Rittmeister beim Dragoner-Regiment von Freystedt avancierte. 1836 wurde er dort Chef einer Eskadron. 1840 wurde er zum Major ernannt und diente im 1. Dragonerregiment Markgraf Max. 1842 folgte die Beförderung zum Obristlieutenant und ein Jahr später übernahm Hinckeldey das Kommando über das 1. Dragoner-Regiment. Er war auch Garnisonskommandant von Bruchsal.

### Während und nach dem Heckeraufstand
Als im April 1848 in Baden der Heckeraufstand begann, gehörte der am 12. März 1848 zum Oberst ernannte Hinckeldey zu den Bundestruppen die mit General Friedrich von Gagern den Zug der Freischaren stoppen sollten. Nachdem Gagern zu Beginn des Gefechts auf der Scheideck gefallen war, übernahm Hinckelday das Kommando über die badischen und hessischen Bundestruppen. Er verfolgte mit seinen Truppen die versprengte Freischar nach Steinen, wo er aber an der Überquerung des Flusses Wiese gehindert wurde. Die Republikaner machten Hinckeldey den Vorwurf durch bewusste Falschaussage Hecker der Ermordung Gagerns während der Verhandlungen beschuldigt zu haben und so reaktionäre Propaganda gegen die Republikaner betrieben zu haben. Zudem wurde ihm vorgeworfen, als seine Dragoner im Sommer 1848 im badischen Oberland stationiert waren, die Bevölkerung drangsaliert zu haben.

### Beim Ausbruch des Militäraufstandes in der Festung Rastatt
Nachdem am Vortag die Unruhen in der Garnison Rastatt bereits eskaliert waren, traf am 12. Mai 1849 morgens Hinckeldey mit drei Schwadronen seines Dragoner-Regiments in der Festung ein. Gleichzeitig kam auch der badische Kriegsminister General Hoffmann in Rastatt an. Ein Großteil der Dragoner wurde zunächst außerhalb von Rastatt einquartiert. Hoffmann versuchte zunächst die meuternden Truppen in Rastatt zu besänftigen, was aber nur vorübergehend gelang. Als nachmittags die Unruhen wieder zunahmen und sowohl Hoffmann als auch die badischen Offiziere bedroht wurden, befehligte Hoffmann die Dragoner in die Stadt. Als diese von Rauental her kommend sich der Stadt näherten, wurden sie schon von Gruppen meuternder Soldaten empfangen, die sie zur Verbrüderung aufforderten. General Hoffmann stellte die Dragoner und die mit ihnen gekommene Artillerie-Abteilung im ehemaligen Schlossgarten auf. Hinckeldeys Versuch, mit den Dragonern in den Schlosshof zu kommen und die aufrührerischen Massen an Soldaten, Bürgern und Festungsarbeitern zurückzudrängen, scheiterte. Den Aufständischen gelang es, Geschütze auf die Reiterei zu richten, die zudem von den Wällen des Fort B durch Schützen bedroht wurden. Die Mehrzahl der Dragoner weigerte sich nun den Säbel zu ziehen. Die bereits länger in Rastatt liegende 4. Schwadron von Hinckeldeys Regiment wurde bedrängt, wandte sich zur Flucht und zerstreute sich in alle Richtungen. General Hoffmann befahl nun den Rückzug der ihm, seinen Offizieren und einem Teil der Dragoner mit Mühe gelang. In den Augenzeugenberichten spielt Oberst Hinckeldey – im Gegensatz zu einigen seiner Offiziere – keine besondere Rolle.

### Von der Flucht des Großherzogs bis zur Gefangennahme Hinckeldeys (13. bis 17. Mai 1849)
Am 13. Mai versuchten Aufständische das Karlsruher Zeughaus zu stürmen. Reste von Hinckeldeys Dragoner-Regiment versuchten sich dem entgegenzustellen, wobei Rittmeister Laroche und zwei weitere Dragoner getötet wurden. Die übrigen Dragoner zerstreuten sich daraufhin. Hinckeldey und wenige seiner Dragoner begleiteten zusammen mit kleineren loyal gebliebenen badischen Truppenteilen unter dem Kommando des Kriegsministers General Hoffmann die großherzogliche Familie am 13. Mai auf ihrer Flucht aus Karlsruhe in die bayerische Festung Germersheim. Früh am 14. Mai traf die Kolonne vor Germersheim ein. Da der bayerische Festungskommandant, Franz Eduard von Weishaupt (1786–1864) in Kenntnis der badischen Meuterei kein Vertrauen in die Begleittruppe hatte, ließ er sie zunächst nicht ein. Die großherzogliche Familie fand kurzfristig im nahen rechtsrheinischen Rheinsheim Unterkunft. Kurz danach am 14. Mai wurde die großherzogliche Familie in die Festung aufgenommen, während die begleitenden Truppen in einem rechtsrheinischen Brückenkopf lagern mussten.
Am 15. Mai ging ein Teil dieser Truppen zurück nach Karlsruhe und schloss sich den Aufständischen an, während der loyale Teil von General Hoffmann über Hockenheim nach Ladenburg geführt wurde.
Hoffmann wollte insbesondere die 14 mitgeführten Geschütze der Revolutionsregierung entziehen und noch am 15. Mai bei Ladenburg den Neckar überqueren, um die hessische Grenze zu erreichen und seine Truppe der Frankfurter Zentralgewalt zu unterstellen. Die Ladenburger Eisenbahnbrücke war jedoch mit der Artillerie nicht zu passieren und Hoffmann bezog mit seiner Truppe in Edingen Nachtquartier. Bürgerwehren und aufständische Truppenteile sammelten sich im Raum Ladenburg, um Hoffmann den Fluchtweg abzuschneiden. Am 16. Mai frühmorgens wandten sich Hoffmanns Truppen daher nach Süden, um über Grenzhof, Kirchheim, Leimen, Nußloch, Wiesloch und Hoffenheim nach Sinsheim. Ziel war es nun, württembergisches Gebiet zu erreichen. Über Kirchardt kam die Kolonne ins württembergischen Fürfeld, wo ein Teil der Kolonne unter Oberst Hinckeldey mit einigem Widerwillen seitens der Dorfbewohner einquartiert wurde. Ein anderer Teil der Kolonne zog mit General Hoffmann in das ebenfalls württembergische Bonfeld weiter. Nach einem Marsch von 15 Stunden über etwa 50 km wurde ihnen hier die Einquartierung verweigert und die Truppe biwakierte. Der Aufmarsch der Heilbronner Bürgerwehr und die Selbsttötung eines badischen Offiziers demoralisierten die verbliebenen loyalen Soldaten, die nun die Rückführung nach Karlsruhe begehrten.
Am 17. Mai frühmorgens um 1 Uhr zogen aufständische Soldaten und Bürgerwehren aus Heidelberg und Sinsheim in Fürfeld ein. Hinckeldey und einige Offiziere konnten zunächst über Treschklingen nach Babstadt fliehen, wo sie jedoch von Bürgerwehren gestellt wurden. Nur dem Einschreiten des Freiherrn Sigmund Reinhard von Gemmingen, der in Treschklingen sein Schloss hatte, verdankte Hinckeldey sein Leben. Später wurde er von Bürgerwehren nach Karlsruhe gebracht und dort inhaftiert.
General Hoffmann konnte aus Bonfeld fliehen. Zurückgebliebene Offiziere wurden von den Bürgerwehrmännern bedroht und nur durch das Eingreifen der Heilbronner Feuerwehr gerettet.
Gegen den Widerstand Gustav Struves wurde Hinckeldey durch Lorenz Brentano wieder freigelassen.

### Kommandant der Bundesfestung Rastatt
Nach der Niederschlagung des badischen Militäraufstandes und der Auflösung praktisch aller badischen Truppenverbände erhielt er die Leitung des Büros zur Abwicklung des aufgelösten 1. Dragoner-Regiments und war nicht mehr für den aktiven Dienst vorgesehen.
Auch bei der Reorganisation der badischen Kavallerie 1850 erhielt Hinckeldey kein Regiment mehr. Am 29. April 1851 wurde er vom Großherzog reaktiviert und zum Kommandanten der Bundesfestung Rastatt ernannt. Er erkrankte zu Beginn des folgenden Jahres und verstarb am 7. März 1852.

## Ehrungen
1843 wurde er mit dem Kommandeurskreuz II. Klasse des Ordens vom Zähringer Löwen ausgezeichnet.